# Busenaz Sürmeneli
Busenaz Sürmeneli (ur. 26 maja 1998 r. w Bursie) – turecka bokserka, mistrzyni olimpijska i mistrzyni świata, brązowa medalistka mistrzostw Europy.

## Kariera
Z powodu pracy jej ojca przeprowadziła się z Bursy do Trabzonu, gdzie rozpoczęła studia na Wydziale Wychowania Fizycznego Uniwersytetu w Trabzonie.
W sierpniu 2019 roku zdobyła brązowy medal mistrzostw Europy w Alcobendas w kategorii do 69 kg. W półfinale przegrała z Rosjanką Darimą Sandakową. W październiku tego samego roku została mistrzynią świata w Ułan Ude, pokonując w finale Chinkę Yang Liu.
W 2021 roku wzięła udział w Letnich Igrzyskach Olimpijskich 2020, gdzie w rywalizacji kobiet do 69 kg zdobyła złoty medal, wygrywając w finale z Gu Hong. W 2024 roku ponownie wystartowała na Letnich Igrzyskach Olimpijskich, gdzie w rywalizacji kobiet do 66 kg po pokonaniu Anety Rygielskiej odpadła w ćwierćfinale z Janjaem Suwannapheng.